# Clachtoll Broch

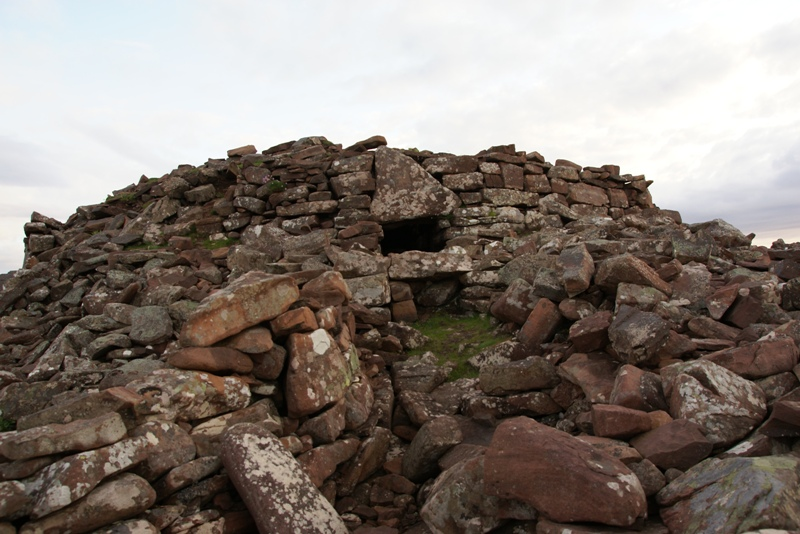
De ingang van Clachtoll Broch met de driehoekige steen boven de ingang. Er loopt een gang naar de ingang toe. Vooraan links is duidelijk een muur te herkennen.

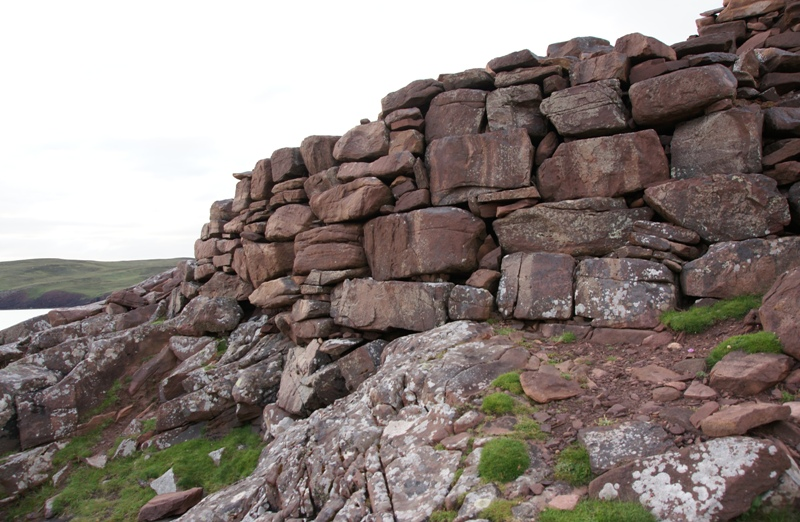
Westelijke zijde: Clachtoll Broch is gebouwd op de klif.

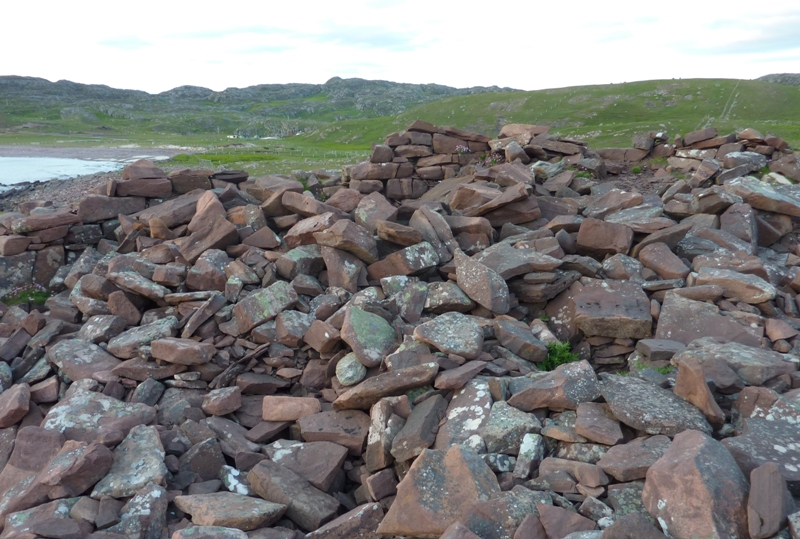
Het interieur van Clachtoll Broch gezien vanuit het zuidoosten. De broch is gevuld met stenen.

De Clachtoll Broch is een broch uit de IJzertijd, gelegen aan de kust bij Stoer (aan de B869) in de parochie Assynt in de Schotse regio Sutherland. Een aantal brochkenmerken, zoals intramurale cellen, en de ingang zijn duidelijk zichtbaar. De broch is anno 2009 nog niet archeologisch onderzocht.

## Geschiedenis
Clachtoll Broch werd vermoedelijk gebouwd in de periode 100 v.Chr. en 100 n.Chr. Er hebben echter geen officiële opgravingen plaatsgevonden en er zijn geen dateringstechnieken toegepast.

## Bouw

### Broch
Clachtoll Broch ligt op een rotshoogte aan de zuidzijde van de Bay of Stoer. Ten zuidoosten ligt het dorp Clachtoll. Het dorp Stoer ligt aan de oostzijde van de baai. Vanuit het noordoosten leidt een grindstrand naar de broch met buitenwerken. De muren van de broch staan tot twee meter overeind, al is een deel door de zee weggeslagen. De broch is gebouwd van rode zandsteen. De ingang van de broch is oostwaarts gericht. Boven de ingang bevindt zich een driehoekige steen van één meter hoog en 1,4 meter aan de basis. Vanaf de opening van de ingang loopt een lage gang de broch in. De gaten voor de deurbalk zijn zichtbaar aan beide zijden. Rechts en links in deze gang bevinden zich openingen naar de zogenaamde guard cells, kamers gebouwd in de muur van de broch. Deze kamers zijn elk 3,7 meter lang. Vanuit de achterzijde van de noordelijke guard cell leidt een opening naar het binnenste van de broch. In de broch is er aan de westzijde tegenover de ingang het bovenste deel van een intramurale trap zichtbaar.
De totale diameter van de Clachtoll Broch is 16,1 meter. De diameter van de interne ruimte is 9,7 meter, gemeten boven het niveau van de scarcement ledge. Onder dit niveau is de broch gevuld met puin. De muren zijn aan de bovenzijde tussen de 3,1 en 3,4 meter dik; op grondniveau is de muur bij de ingang 4,2 meter dik. Deze dikte suggereert dat de diameter van de interne ruimte op dat niveau van acht meter is. De interne ruimte op hoger niveau zal groter zijn, doordat de muur naar boven toe smaller is.
In de negentiende eeuw is een kommetje van zachte steatiet gevonden in een nis in de muur van de rechter guard cell door Rev. J.M. Joass van Golspie, die dit in zijn persoonlijke collectie had. Steatiet werd in de ijzertijd vaker benut; op de Shetlandeilanden is bijvoorbeeld een steatietgroeve geïdentificeerd.

### Buitenwerken
Zo'n negentig meter ten oosten van de broch zijn de resten te zien van een massieve buitenmuur, die vermoedelijk van latere datum is, misschien zelfs pas uit de negentiende eeuw. De buitenwerken in de richting van het zuiden zijn verloren gegaan doordat het land is gecultiveerd.
Voor de ingang van de broch lijkt een voorwerk van latere datum te liggen en een vermoedelijk secundair gebouw, die beide door puin bedekt zijn.
Vanaf beide zijden van de ingang van de broch loopt een kleinere muur ongeveer twaalf meter naar het oosten. Deze muren zijn gebouwd van een aantal grote stenen, die elk 60-90 centimeter hoog zijn en zo'n 180 centimeter dik. De muren vormen een passage of doorgang naar de brochingang. Deze passage lijkt dusdanig gebouwd te zijn, dat de gang steeds wijder wordt hoe verder deze zich van de broch af bevindt.

## Toekomst
In november 2006 is het Clachtoll Broch Project opgestart door onder andere Assynt Crofters Trust en Historic Assynt. Dit project is gestart met een haalbaarheidsstudie waarin onder andere wordt bekeken wat de mogelijkheden zijn om Clachtoll Broch te conserveren en archeologisch te onderzoeken.